# Letnie Grand Prix w kombinacji norweskiej 2013
Letnie Grand Prix w kombinacji norweskiej 2013 – szesnasta edycja LGP w historii kombinacji norweskiej. Sezon składał się z czterech konkursów indywidualnych i jednego sprintu drużynowego. Rywalizacja rozpoczęła się 24 sierpnia 2013 w Oberwiesenthal, a zakończyła 31 sierpnia 2013 w Oberstdorfie. Tytuł sprzed roku obronił Austriak Bernhard Gruber.

## Kalendarz i wyniki
| Lp | Data             | Miejscowość    | Konkurencja              | 1. miejsce                                   | 2. miejsce                             | 3. miejsce                              |
| -- | ---------------- | -------------- | ------------------------ | -------------------------------------------- | -------------------------------------- | --------------------------------------- |
| 1. | 24 sierpnia 2013 | Oberwiesenthal | Gundersen HS106/2*7,5 km | Austria I Christoph Bieler · Bernhard Gruber | Japonia I Akito Watabe · Yūsuke Minato | Niemcy I Eric Frenzel · Johannes Rydzek |
| 2. | 25 sierpnia 2013 | Oberwiesenthal | Gundersen HS106/10 km    | Akito Watabe                                 | Miroslav Dvořák                        | Johannes Rydzek                         |
| 3. | 28 sierpnia 2013 | Villach        | Gundersen HS98/10 km     | Håvard Klemetsen                             | Bernhard Gruber                        | Jan Schmid                              |
| 4. | 30 sierpnia 2013 | Oberstdorf     | Gundersen HS137/10 km    | Bernhard Gruber                              | Jan Schmid                             | Akito Watabe                            |
| 5. | 31 sierpnia 2013 | Oberstdorf     | Gundersen HS137/15 km    | Johannes Rydzek                              | Akito Watabe                           | Bernhard Gruber                         |

## Klasyfikacja generalna
| Lp.   | Zawodnik         | Punkty |
| ----- | ---------------- | ------ |
| 1.    | Bernhard Gruber  | 290    |
| 1.    | Akito Watabe     | 290    |
| 3.    | Johannes Rydzek  | 246    |
| 4.    | Jan Schmid       | 200    |
| 5.    | Håvard Klemetsen | 197    |
| 6.    | Björn Kircheisen | 165    |
| 7.    | Miroslav Dvořák  | 123    |
| 8.    | Eric Frenzel     | 117    |
| 9.    | Magnus Moan      | 108    |
| 10.   | Ilkka Herola     | 106    |
| . . . |                  |        |
| 32.   | Szczepan Kupczak | 13     |
| 34.   | Paweł Słowiok    | 10     |